# Лакич, Срджан
Срджан Ла́кич (хорв. Srđan Lakić; 2 октября 1983, Дубровник, СФРЮ) — хорватский футболист, нападающий.

## Карьера

### Клубная
Лакич начал свою профессиональную карьеру в хорватских клубах «Дубровник», «Хрватски Драговоляц» и «Камен Инград», прежде чем перешёл в берлинскую «Герту» летом 2006 года. Его дебют за «Герту» произошёл 10 августа 2006 года в матче квалификационного раунда Кубка УЕФА против тбилисского клуба «Амери». Через три дня после этого матча Лакич снова вышел на поле, теперь это уже дебют в Бундеслиге — в игре против «Вольфсбурга». В ответном матче с тбилисцами Лакич забил свой первый и единственный мяч за «Герту», игра закончилась со счётом 2:2.
Однако Срджан так и не нашёл места в основном составе команды, и в итоге в сезоне провёл только 11 матчей. В сезоне 2007/08 футболист отправился в аренду на весь сезон в нидерландский клуб «Хераклес» из Алмело. Дебютировал 15 сентября в игре против «Аякса», свой первый гол в нидерландской лиге забил 22 января 2008 года в ворота «Эксельсиора» из Роттердама. Всего за сезон забил в высшей лиге 7 голов и 28 вышел на поле, став вторым по результативности игроком «Хераклеса».
Затем возвратился в «Герту» для предсезонной тренировки, однако практически сразу, 6 августа 2008 года, подписал трёхлетний контракт с клубом «Кайзерслаутерн», на тот момент игравшем во Второй Бундеслиге. В составе команды получил номер 9. Дебютировал 9 августа 2008 года в матче Кубка Германии против клуба «Карл Цейсс», который тогда команда проиграла со счётом 1:2. Первым для него матчем Бундеслиги за «красных дьяволов» стала игра против «Майнца», закончившаяся 3:3, и прошедшая 15 августа 2008 года. Лакич был заменён во второй половине игры после того, как команда проигрывала 0:3. Свой первый гол за «Кайзерслаутерн» Срджан забил 29 августа 2008 года, в выездной победной игре против «Ингольштадта».
В игре 17-го тура Первой Бундеслиги 2010 года против «Вердера» Лакич забивает мяч на 24-й секунде матча, что явилось самым быстрым голом всего сезона и личным рекордом Срджана.
По окончании сезона 2010/11 на правах свободного агента подписал контракт с «Вольфсбургом». В 2012 году играл в аренде за «Хоффенхайм», а в сезоне 2012/13 был арендован «Айнтрахтом».

### В сборной
В 2005 году Лакич выиграл чемпионат Европы среди молодёжных команд в возрасте до 21 года, играя за молодёжную сборную Хорватии.